# Ленчиці (Великопольське воєводство)
Ленчиці (пол. Łęczyce, нім. Lenker Hauland) — село в Польщі, у гміні Опалениця Новотомиського повіту Великопольського воєводства.
Населення — 228 осіб (2011).
У 1975-1998 роках село належало до Познанського воєводства.

## Демографія
Демографічна структура станом на 31 березня 2011 року:
|          | Загалом | Допрацездатний вік | Працездатний вік | Постпрацездатний вік |
| -------- | ------- | ------------------ | ---------------- | -------------------- |
| Чоловіки | 114     | 31                 | 67               | 16                   |
| Жінки    | 114     | 30                 | 67               | 17                   |
| Разом    | 228     | 61                 | 134              | 33                   |